# Tribolodon
Tribolodon is een geslacht van straalvinnige vissen uit de familie van karpers (Cyprinidae).

## Soorten
- Tribolodon brandtii (Dybowski, 1872)
- Tribolodon hakonensis (Günther, 1877)
- Tribolodon nakamurai Doi & Shinzawa, 2000
- Tribolodon sachalinensis (Nikolskii, 1889)